# Córdoba (1859)
El bergantín goleta Córdoba fue un buque de guerra que sirvió en la escuadra del Estado de Buenos Aires durante la Guerra entre la Confederación Argentina y el Estado de Buenos Aires y en la Armada Argentina.

## Historia
El bergantín goleta de matrícula mercante Juan Americano fue adquirido por el Estado de Buenos Aires a fines de 1859.
Tenía 20 m de eslora, 5.5 de manga, 2.5 de puntal, un calado de 1.35 m y 80 t de desplazamiento. 
Tras alistarse en el Riachuelo, donde se montó un cañón de bronce de a 16, con el nombre Córdoba y una tripulación de 44 hombres (4 oficiales, 25 marineros y 15 soldados), fue destinado al control del tráfico fluvial de la Confederación Argentina en el Delta del Paraná con apostadero en Tigre (Buenos Aires).
En diciembre de 1861 al mando del sargento mayor José Celedonio Elordi efectuó un viaje transportando al general Bartolomé Mitre hasta la ciudad de Santa Fe. Allí recibió a bordo en visita protocolar a los representantes de Gran Bretaña y Francia.
El 16 de abril de 1862 se dispuso su venta en remate público, pero ante la falta de interesados continuó de servicio y ese mismo año efectuó varias misiones de transporte de tropas del ejército.
En 1863 pasó al Riachuelo en situación de desarme, siendo luego arrendado a Rughi&Cía en $1600 para ser destinado al tráfico de cabotaje en el río Paraná.
El 30 de julio de 1864, finalizado el contrato de arriendo, el Córdoba fue reincorporado al servicio y al iniciarse la Guerra de la Triple Alianza fue destinado al transporte de pertrechos y tropas a la provincia de Corrientes. 
A comienzos de 1866 asumió el mando de José María Cordero y terminó el año al mando accidental del subteniente Luis Leonetti. En 1867, al mando propietario del teniente Leonetti pasó a desarme y, considerado sin valor militar, fue dado de baja.